# Oldsmobile Hurst/Olds

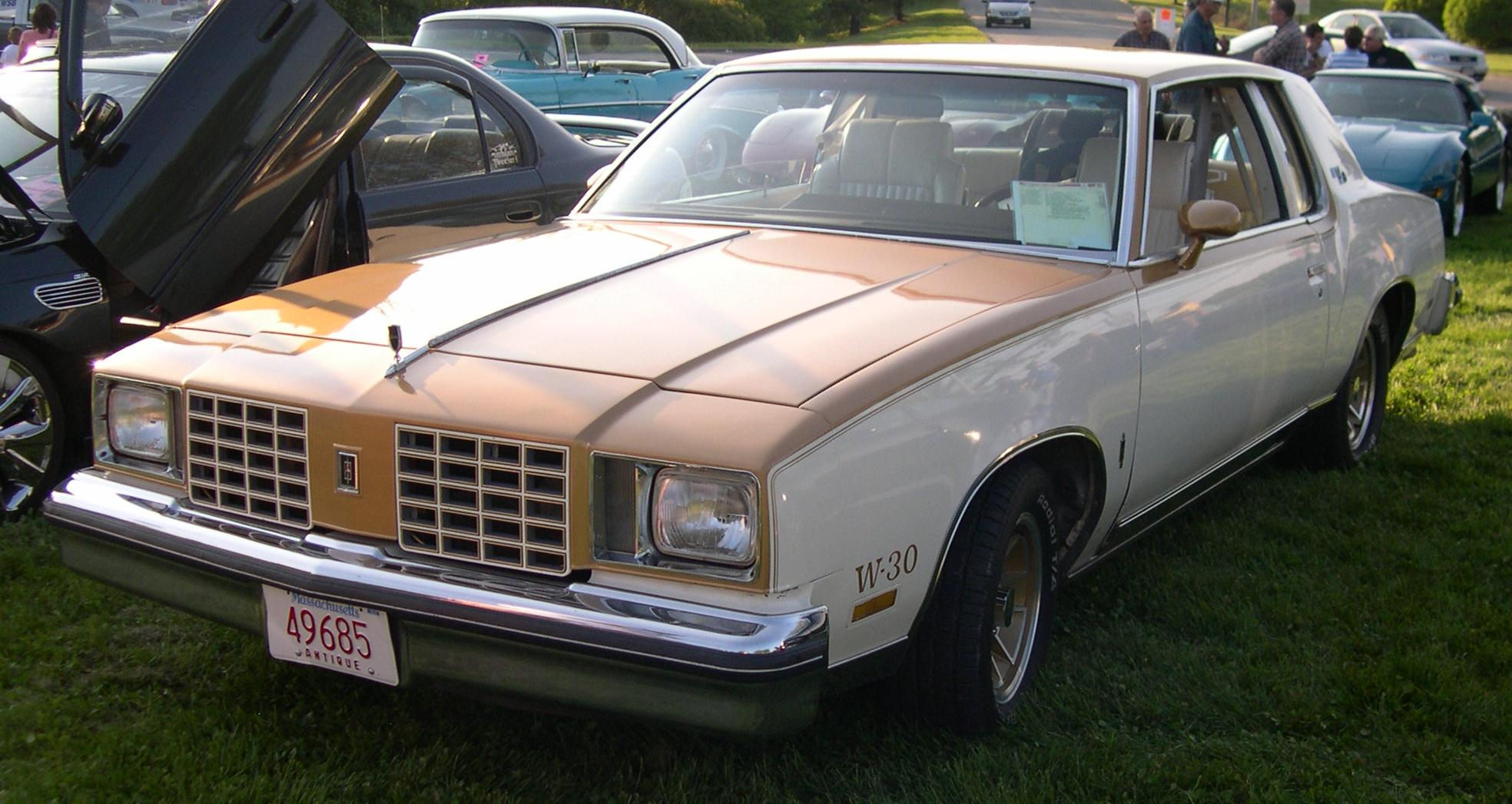
Una Hurst/Olds W-30 del 1979

La Hurst/Olds fu una serie speciale di autovetture ad alte prestazioni prodotta dalla Oldsmobile con la collaborazione della Hurst Performance.
Le Hurst/Olds si basavano su modelli Oldsmobile prodotti in serie, come la 442, la Cutlass e la Cutlass Supreme. 
Furono costruite dal 1968 al 1969, dal 1972 al 1975, nel 1979 e dal 1983 al 1985 in un numero limitato di esemplari.